# グラム陰性菌

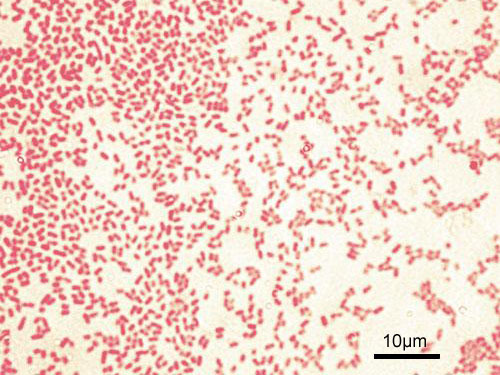
グラム陰性の緑膿菌（濃い桃色の桿状構造物）

グラム陰性菌（グラムいんせいきん、英: gram-negative bacteria）とは、グラム染色においてクリスタルバイオレットによる染色が脱色される細菌の総称。グラム染色では対比染色として通常はサフラニンがクリスタルバイオレットの後に加えられ、全てのグラム陰性菌は赤あるいは桃色に染色される。これに対してグラム陽性菌ではクリスタルバイオレットは脱色されず、紺青色あるいは紫色に染色される。
グラム染色法でのグラム陽性菌との差は、ペプチドグリカン層が薄いためクリスタルバイオレットが脱色されやすいことによる。大半は内膜に加えて外膜を持つDD細菌（二重膜細菌）である。
かつてグラム陰性の細菌には、グラキリクテス（Gracilicutes）というラテン語の分類名が与えられ、門相当として扱われた。命名はグラム陰性菌の薄い細胞壁にちなんでおり、ラテン語のグラキリス（gracilis : 細い、貧弱な）とクティス（cutis : 皮膚）の合成語であった。

## 特徴

グラム陰性細菌の細胞壁の構造

典型的なグラム陰性菌の特徴は下記のとおりである。
1. 細胞質に接する内膜
2. 薄いペプチドグリカン層（グラム陽性菌ではより厚い層である）
3. ペプチドグリカン層の外側の外膜はリポ多糖類（リピドA、グラム陽性菌にはない)、多糖類、O抗原より構成される）により覆われている
4. 特定の分子のための微細孔のように働くポリンが外膜に存在する
5. ペプチドグリカン層と二番目の細胞膜の間にペリプラズムと呼ばれる領域が存在する
6. S層はペプチドグリカンよりもむしろ外膜に直接接触している
7. 鞭毛を持つ細菌では鞭毛には2つではなく4つの補助のリングが存在する
8. タイコ酸およびリポタイコ酸 は存在しない
9. リポタンパク質は多糖類の基部に接触する
10. 多くの種で芽胞を形成しない（例外としてCoxiella burnetti　（Q熱）は芽胞様の構造物を形成する）

例外として古細菌の存在がある。古細菌も細菌と同様にグラム染色が行われ、多くは陰性である。しかし細胞壁の構造は大きく異なっており、そもそも外膜やペプチドグリカン層自体が欠如している。その他、膜や鞭毛の構造も異なる。

## 代表的な種
プロテオバクテリアはグラム陰性菌の主要なグループであり、大腸菌、サルモネラ、腸内細菌科、シュードモナス、モラクセラ、ヘリコバクター、ステノトロフォモナ、ブデロビブリオ、酢酸菌、レジオネラ、そしてボルバキアなどのα-プロテオバクテリアが含まれる。他の代表的なグラム陰性菌のグループとしてシアノバクテリア、スピロヘータ、緑色硫黄細菌、バクテロイデスが含まれる。
グラム陰性菌は細菌の系統の大部分を占める。代表的なグラム陽性菌であるフィルミクテス門と放線菌門、一部の種がグラム陽性に染まるクロロフレクサス門とデイノコックス・テルムス門を除けば、ほとんど全ての細菌がグラム陰性に染まると言っても過言ではない。ただし、ドメイン細菌の中でフィルミクテス門と放線菌門は2番目と3番目に大きな門なので、記載種数はややグラム陽性菌の方が多い。
医学関係のグラム陰性の球菌は性感染症（淋菌）、髄膜炎（髄膜炎菌）、呼吸器症状（カタラリス菌）を引き起こす3種が含まれる。
医学関係のグラム陰性の桿菌は多数存在する。主に呼吸器系の障害を引き起こす桿菌としてインフルエンザ菌、肺炎桿菌、レジオネラ・ニューモフィラ、緑膿菌などがあり、泌尿器系に障害を引き起こす桿菌として大腸菌、ミラビリス変形菌 (en:Proteus mirabilis)、Enterobacter cloacae、セラチア菌 などがあり、消化器系に障害を引き起こすヘリコバクター・ピロリ、ゲルトネル菌 (en:Salmonella enteritidis)、チフス菌 などがある。
グラム陰性菌は病院の集中治療室において菌血症を引き起こし、二次的に髄膜炎や人工呼吸器が関与した肺炎を引き起こすAcinetobacter baumaniiと関連がある。

## 病原性
グラム陰性菌の病原性には、細胞壁のある種の成分が関与している。 
グラム陰性菌の膜の外葉は脂質部位が内毒素として機能する複雑なリポ多糖類 (LPS) により構成されている。
循環系に内毒素が侵入した場合、発熱、呼吸促拍、低血圧を引き起こす。エンドトキシンショックを引き起こすと死亡することがある。ヒトではLPSはサイトカイン産生、免疫系の活性化を伴う自然免疫系を活性化する。炎症はサイトカイン産生による通常の反応であるが、宿主にとっては害ともなり得る。

## 治療法
グラム陰性菌の特徴の1つである外膜は、細胞壁の内膜（ペプチドグリカン）に作用する抗生物質、色素、洗剤から細菌を保護している。
このためグラム陰性菌はリゾチームやペニシリンに対する抵抗性を有する。
一方、EDTAを伴うリゾチーム、抗生物質のアンピシリンなどは病原性を持つグラム陰性菌の外膜に対抗するために発展した。クロラムフェニコール、ストレプトマイシン、ナリジクス酸も有効である。

## 引用文献
1. 1 2  Salton  MJR, Kim   KS (1996). Structure. in: Baron's Medical Microbiology (Baron S et al, eds.) (4th ed. ed.). Univ of Texas Medical Branch. ISBN 0-9631172-1-1